# جان بلک (ورزشکار)
جان بلک (انگلیسی: John Black; ۲۶ اکتبر ۱۸۸۲ – ۱۶ اکتبر ۱۹۲۴) ورزشکار ورزش تیراندازی اهل کانادا بود.
وی در مسابقات کشوری و بین‌المللی در مجموع برندهٔ ۱ مدال نقره شده‌است.